# Johnny Helgesen
Johnny Helgesen (Halden, 1º gennaio 1897 – Halden, 26 dicembre 1964) è stato un calciatore norvegese, di ruolo attaccante.

## Carriera

### Club
Helgesen vestì la maglia del Kvik Fredrikshald: fece parte della squadra che vinse la Coppa di Norvegia 1918.

### Nazionale
Conta 21 presenze e 7 reti per la Norvegia. Esordì il 17 giugno 1917, andando anche in rete nella sconfitta per 1-2 contro la Danimarca. Partecipò ai Giochi della VII Olimpiade.

## Palmarès

### Club

#### Competizioni nazionali
- Coppa di Norvegia: 1

Kvik Fredrikshald: 1918